# 刘涛 (北宋)
刘涛（898年—969年），字德润，五代十国至北宋初年徐州彭城人。
后唐明宗天成进士。任凤翔掌书记，拜右拾遗。后晋时，担任工部郎中。后汉初年，宰相苏禹珪推荐他为中书舍人。后周太祖时，转任少府少监，分司西京。显德初年，拜右谏议大夫，升任为右詹事。刘涛性情刚毅不挠，平素与宰相范质不协，经常郁郁不得志，于是退居洛阳，以读史书自娱。宋太祖开宝二年（969年），召赴京师，因老病求退，于是授秘书监致仕，不久去世。